# 阿達馬瓦高原
阿達馬瓦高原（Adamawa Plateau）是非洲中西部的一片高原，範圍橫跨喀麥隆、尼日利亞及中非共和國，平均海拔1,000米，最高海拔2,650米，為貝努埃河之發源地。
阿達馬瓦高原以火成岩為主，有不少火山口和小湖泊。該處出產錫礦和鋁礦，經濟則以畜牧為主。